# (590) Томирис
(590) Томирис (нем. Tomyris) — астероид главного пояса, который был открыт 4 марта 1906 года немецким астрономом Максом Вольфом в Обсерватории Хайдельберг-Кёнигштуль. Назван в честь Томирис, царицы народа массагетов.